# Groeforgaan

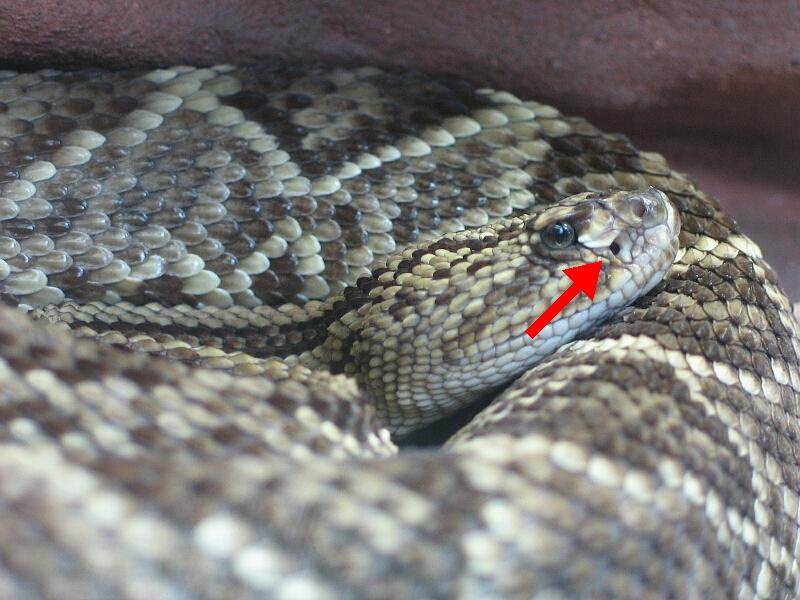
Groeforgaan van de Zuid-Amerikaanse ratelslang (Crotalus durissus) aangegeven met een rode pijl.

Het groeforgaan is een zintuiglijk orgaan aan de kop van bepaalde soorten adders, meer bepaald de soorten uit de onderfamilie groefkopadders (Crotalinae). 
Het orgaan bestaat uit een opening tussen de schubben aan iedere zijde van de kop, de opening is gepositioneerd iets onder het midden tussen het oog en het neusgat. Aan de binnenzijde is weefsel aanwezig met warmtegevoelige receptoren, die infraroodstraling kunnen waarnemen. Hierdoor kan een slang met zijn groeforganen in het totale duister prooien waarnemen, met name warmbloedige prooien. 
Bekende groepen van slangen met een groeforgaan zijn de ratelslangen (Crotalus), moccasinslangen (Agkistrodon), dwergratelslangen (Sistrurus) en de lanspuntslangen (Bothrops).